# Franz von Taxis

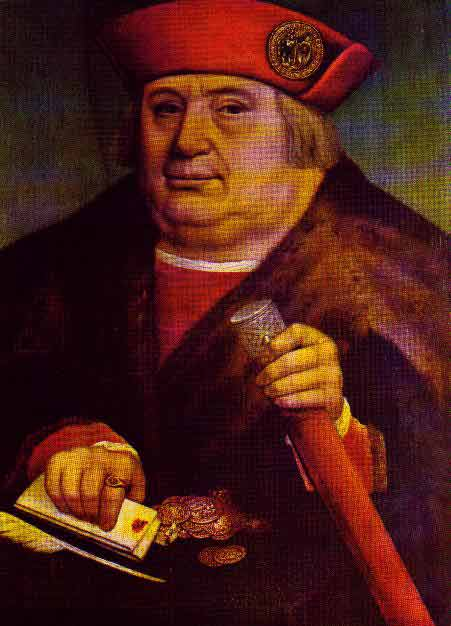

Franz von Taxis (ur. w 1459 w Camerata Cornello, Włochy, zm. 30 lub 20 listopada 1517 w Brukseli, Belgia) – włoski kurier, założyciel pierwszego systemu pocztowego w Europie. 
W 1490 Franz von Taxis na rozkaz cesarza Maksymiliana I zajął się przewożeniem listów pomiędzy rezydencjami monarchy w Innsbrucku i Brukseli. Ponieważ okazał się niezwykle skuteczny, w 1517 jego rodzina otrzymała przywilej przewozu korespondencji wszystkich obywateli. Wkrótce dzięki staraniom Taxisów powstał pierwszy system pocztowy o zasięgu międzynarodowym dostępny dla każdego. Przez lata rodziny Taxisów i skoligaconych z nimi Thurnów zajmowały się przewozem korespondencji. Od ich nazwiska, pochodzą słowa takie jak Taxi - taksówka, oraz taksa - opłata.